# نطاق القص

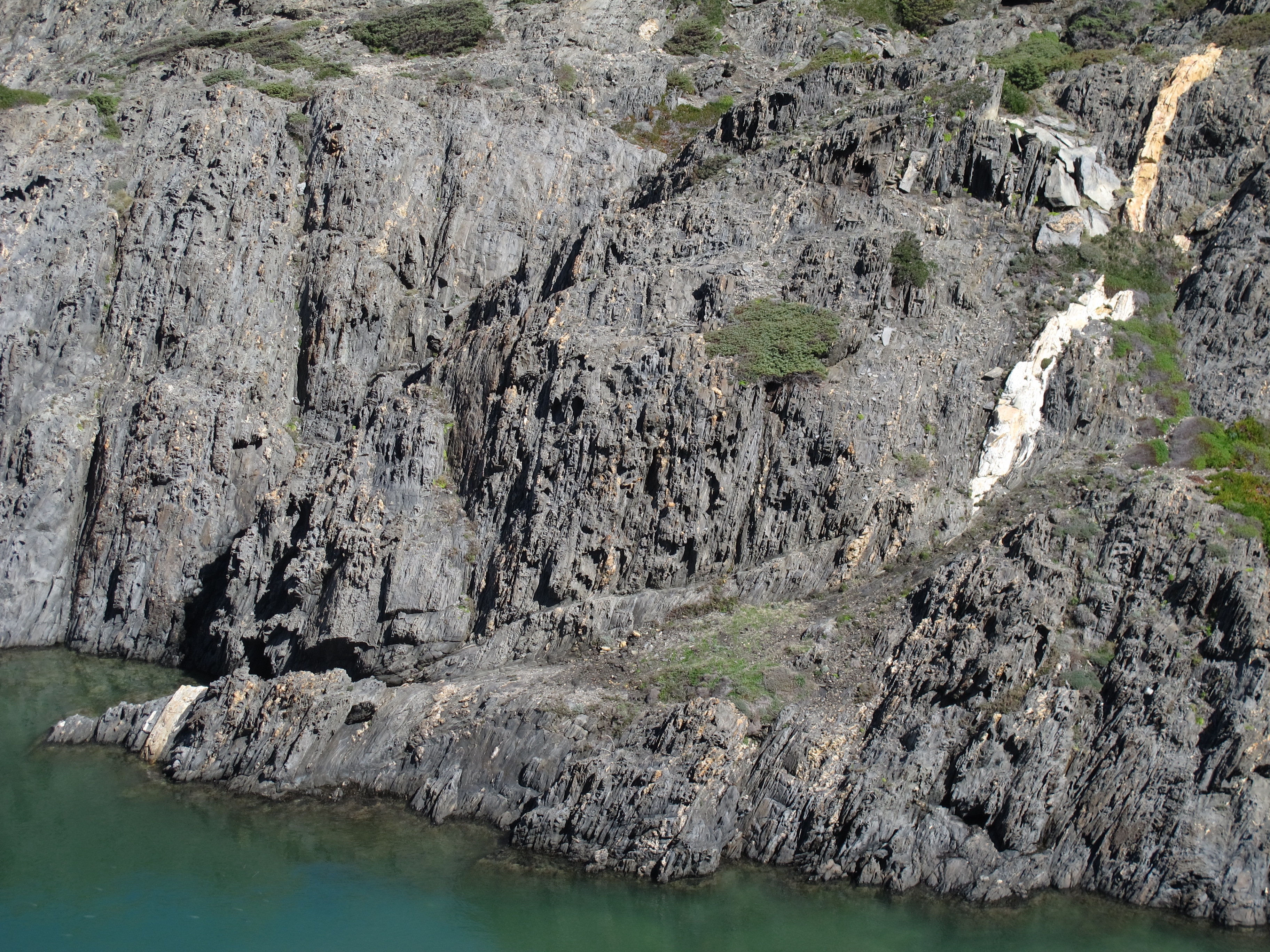

نطاق القص أو منطقة القص (بالإنجليزية: Shear zone)‏، في الجيولوجيا البنيوية، هو النطاق التي تتقصف به الصخور فيحدث لها تفتت أو تطحّن.